# Alex Hunter (personaj)
Alex Hunter (n. 7 iunie 1999, Greater London, Anglia, Regatul Unit) este un personaj fictiv în seria de jocuri FIFA realizată de EA Sports. Este interpretat de actorul Adetomiwa Edun, care a oferit captura de voce și de mișcare a personajului. El a fost prezentat în cea de-a 24-a ediție a seriei FIFA, ca protagonist al unui nou mod de joc cu poveste „The Journey”.

## Biografie
Alex Hunter s-a născut în Clapham, Londra. A jucat fotbal la clubul de juniori Clapham Common alături de cel mai bun prieten al său, Gareth Walker. Consideră că scopul său în viață este de a juca fotbal profesionist. Bunicul său, Jim Hunter, a fost un jucător de fotbal, marcând 22 goluri în sezonul 1968-69. Tatăl lui Alex, Harold, a fost, de asemenea, un jucător de fotbal în tinerețe, dar cariera sa a luat sfârșit din cauza unui accident. Mama acestuia, Catherine, lucrează ca designer.